# Hedonism (Just Because You Feel Good)
Hedonism (Just Because You Feel Good) è il terzo singolo estratto dal secondo album degli Skunk Anansie, Stoosh. È stato pubblicato nel febbraio 1997 ed ha raggiunto la posizione #13 nel Regno Unito. È uno dei brani più noti degli Skunk Anansie. Skin ha continuato ad eseguire il brano anche quando ha intrapreso la carriera da solista.

## Tracce
1. Hedonism (Just Because You Feel Good)  3:28
2. So Sublime 4:56
3. Let It Go 4:41
4. Strong 3:43

## Classifiche
| Classifica (1996) | Posizione massima |
| ----------------- | ----------------- |
| Austria           | 11                |
| Francia           | 20                |
| Germania          | 12                |
| Islanda           | 1                 |
| Norvegia          | 8                 |
| Paesi Bassi       | 6                 |
| Regno Unito       | 13                |
| Svezia            | 18                |
| Svizzera          | 2                 |